# Bruno Lomas
Emilio Baldoví Menéndez (Xàtiva, 14 de juny de 1940 - La Pobla de Farnals, 17 d'agost de 1990), conegut amb el nom artístic de Bruno Lomas fou un cantant de rock valencià que va morir el 1990 en un accident de trànsit. Va iniciar la seua carrera artística l'any 1960 amb el grup Los Milos. La majoria de les seues gravacions eren versions de clàssics en anglés. Gravà també en francés en els seus inicis. En valencià gravà la cançó Per Sant Joan, amb lletra de Joan Manuel Serrat. D'entre les composicions pròpies destaca Dame tu amor.
La seua biografia apareix al llibre Il·lustres valencians il·lustrats dedicat a 95 personatges valencians.